# Max Klepl
Johannes Max Klepl (* 13. März 1864 in Bautzen; † 1936 in Brunn bei Auerbach/Vogtl.) war ein deutscher Agrarwissenschaftler, Tierzüchter, Schuldirektor und Stifter.

## Leben
Er wuchs in der Hauptstadt der Oberlausitz auf, wo er bis 1880 die Realschule besuchte. Daraufhin weilte er im Sommerhalbjahr als Scholar auf dem Rittergut Kuppritz. Danach ging er in die Selecta an die Landwirtschaftliche Schule in Bautzen. Auf dem Rittergut Nieder-Kemnitz schloss er in anderthalb Jahren seine Lehrzeit ab, bevor er im Herbst 1882 ein Studium der Agrarwissenschaft an der Universität Leipzig aufnahm und nach vier Semestern mit dem kleinen Examen abschloss. Es folgten zwei Jahre, in denen er Verwalter auf den Rittergütern Hohennauen (bei Rathenow) und Stötteritz (bei Leipzig) war, bevor er wieder an die Universität Leipzig ging und dort nach anderthalb Jahren zu Ostern 1888 als Oberlandwirtschaftsrat zum Dr. phil. promovierte. Das Thema seiner Dissertation lautete Die Entwickelung der englischen Landwirtschaft nach Aufhebung der Kornzölle und ihre Bedeutung für landwirtschaftliche Betriebslehre und Agrarpolitik. Sie umfasste als Druckschrift 60 Seiten. Während seiner Universitätszeit gehörte er ab 1882 als ordentliches Mitglied der Universitäts-Sängerschaft St. Pauli Leipzig an.
Frisch promoviert erhielt Max Klepl 1888 eine Anstellung als Lehrer an der Landwirtschaftlichen Schule, 1890 umbenannt in Landwirtschaftliche Lehranstalt, in Auerbach/Vogtl. 1891 zog er mit seinen Schülern in den neben dem Auerbacher Lehrerseminar errichteten neuen Zweckbau der Lehranstalt ein. 1913 wurde Max Klepl Direktor dieser Schule, die er über die schweren Jahre des Ersten Weltkrieges und des Kapp-Putsches führte. Er war (Stand 1914) Hauptmann der Infanterie der sächsischen Armee im Beurlaubtenstand.
Zu seinen Verdiensten als Lehrer und Direktor gehört daneben auch die Rettung des rotbraunen Rindviehs im Vogtland, die ihm als Zuchtinspektor für das Vogtland in enger Unterstützung mit der Zuchtstation für Rassebullen gelang. Auf seine Anregung hin wurde 1893 der Herdbuchverein für Vogtländer Vieh (V. H. V.) gegründet.
Nach seinem Tod wurde 1930/31 die Dr.-Klepl-Stiftung für die Landwirtschaftliche Schule zu Auerbach i. V. ins Leben gerufen.

## Schriften (Auswahl)
- Die Entwickelung der englischen Landwirtschaft nach Aufhebung der Kornzölle und ihre Bedeutung für landwirtschaftliche Betriebslehre und Agrarpolitik, Leipzig 1888.
- Er war Herausgeber der Zeitschrift für Vogtländische Landwirtschaft.